# Nővilág
A Nővilág hetilap volt 1857 és 1864 között „a magyar hölgyek számára”.

## Története
Vajda János szerkesztette a lapot indulásától, 1857. január 8-tól. Kiadó-tulajdonos volt Heckenast Gusztáv; divatképekkel és mintarajz-mellékletekkel; a rendes heti divattudósításokat Jósika Julia bárónő írta. (1863. július 1-jétől szeptember 30-ig ideiglenesen Dalmady Győző szerkesztette). Megjelent hetenként egyszer 8-rét egy íves számokban, Pesten; 1857 júliusától négyrét alakban; 1861-től havonként kétszer, 1862-től háromszor és 1864. január 1-jétől ismét kétszer jelent meg rózsaszínű, utóbb fehér borítékban. 1864. december 16-án szűnt meg.
Divatlap jellegű kiadvány volt, a szépirodalom mellett tág teret biztosított a nők érdeklődési körébe tartozó témáknak, a divat mellett írásokat közölt a házasságról, a gyermeknevelésről, ételrecepteket adott közre, s kozmetikai írásokat is. Vajda János szerkesztő eleinte a kor legjobb íróit is megnyerte a lap számára, Jókai Mórt, Gyulai Pált, Degré Alajost, Pálffi Albertet, a lap szerzői közt szerepelt még Dalmady Győző, Lauka Gusztáv, Lisznyai Damó Kálmán, Losonczy László, Vas Gereben és mások. Vajda lapjának ellenlábasa volt Vahot Imre felszínes magyarkodás jegyében szerkesztett Napkelet című periodikája. 1861 után azonban Arany Jánost és körét is éles kritikával illette Vajda, így a jobb írók elfordultak tőle. A Nővilág szerkesztését átengedte Bajza Jenőnek, s a lap előfizetőinek száma igen megcsökkent, a lap hamarosan meg is szűnt.